# Aspectes socials de la teoria de l'evolució
Els aspectes socials de la teoria de l'evolució han estat considerables. A mesura que l'explicació científica de la diversitat de la vida es desenvolupava, moltes vegades substituïa explicacions alternatives, algunes de les quals ben arrelades. Com que la teoria de l'evolució inclou una explicació de l'origen de la humanitat, tingué un impacte profund sobre les societats humanes. Alguns s'oposaren vigorosament a l'acceptació de l'explicació científica, degut principalment a les seves implicacions religioses (per exemple, pel seu rebuig implícit d'una "creació especial" dels éssers humans, com ho descriu la Bíblia). Això ha provocat una intensa controvèrsia creació-evolució a l'educació pública, principalment als Estats Units.